# Урмас Рейнсалу
Урмас Рейнсалу (ест. Urmas Reinsalu; нар. 22 червня 1975, Таллінн) — естонський державний діяч, двічі обіймав посаду міністра закордонних справ Естонії з 2022 до 2023 та з 2019 до 2021 року, колишній міністр оборони Естонії (2012–2014), з початку 2012 до 2015 року — голова консервативної партії Союз Вітчизни і Res Publica.

## Біографія
1993 року закінчив Талліннську тридцять сьомому середню школу, 1997 — юридичний факультет Тартуського університету.
З 1992 року був членом партії Res Publica, а після об'єднання з партією Ісамаалійт є чинним членом об'єднаного союзу IRL. 2004 року очолював виборчий список партії Res Publica на виборах до Європейського парламенту, однак не був обраний. Партія набрала на виборах всього 6,7 % від загального числа голосів. Результат виборів призвів до зникнення партії з політичної сцени країни.
11 травня 2012 президент Естонії Тоомас Гендрік Ільвес призначив Рейнсалу міністром оборони, а через два дні, 14 травня, він склав присягу перед членами Рійгікогу.
Рейнсалу є членом Кайтселійт, Центрального союзу власників Естонії та Спілки юристів Естонії. Володіє естонською, англійською, німецькою, російською та фінською мовами.
Одружений, має двох дочок — Лійсбет і Ельсбет.

### Кар'єра
- 1996–1997 рр. — спеціаліст при міністерстві юстиції в відкрито-правовій сфері.
- 1996–1997 рр. — експерт у конституційній юридичної комісії при уряді ЕР.
- 1997–1998 рр. — радник президента республіки з внутрішньої політики.
- 1998–2001 рр. — директор державної канцелярії президента ЕР.
- 2002 — голова ради партії Res Publica.
- 2002–2003 рр. — лектор Академії внутрішньої безпеки Естонії.
- 2003–2007 рр. — член Рійгікогу X скликання.
- 2007–2011 рр. — член Рійгікогу XI скликання.
- 2011–2012 рр. — член Рійгікогу XII скликання.
- 2012 — голова партії IRL.
- 2012–2014 — міністр оборони Естонії.
- 2019—2021 — міністр закордонних справ Естонії.
- З 18 липня 2022 року — Міністр закордонних справ у другому уряді Каї Каллас[2][3].